# Cattedrali in Tunisia
Questa è una lista delle cattedrali in Tunisia.

## Cattedrali cattoliche
| Cattedrale                                       | Arcidiocesi o Diocesi | Località  | Dedicazione            | Immagine |
| ------------------------------------------------ | --------------------- | --------- | ---------------------- | -------- |
| Cattedrale di San Vincenzo de' Paoli             | Arcidiocesi di Tunisi | Tunisi    | San Vincenzo de' Paoli |          |
| Cattedrale di San Luigi non più adibita al culto | Arcidiocesi di Tunisi | Cartagine | Luigi IX di Francia    |          |

## Cattedrale greco-ortodossa
| Cattedrale                | Diocesi                  | Città  |
| ------------------------- | ------------------------ | ------ |
| Cattedrale di San Giorgio | Arcidiocesi di Cartagine | Tunisi |